# Verbandsgemeinde Maifeld
De Verbandsgemeinde Maifeld is een bestuurseenheid in het district Mayen-Koblenz, in Rijnland-Palts, Duitsland. Het gebied bevindt zich ten zuidoosten van Mayen en westelijk van Koblenz. De Verbandsgemeinde dankt de naam aan het landschap Maifeld. De Verbandsgemeinde Maifeld zetelt in Polch. 
De volgende Ortsgemeinden (gemeenten) maken deel uit van de Verbandsgemeinde Maifeld:
|                                                                                                  | |
| 1. Einig 2. Gappenach 3. Gering 4. Gierschnach 5. Kalt 6. Kerben 7. Kollig 8. Lonnig 9. Mertloch | 1. Münstermaifeld 2. Naunheim 3. Ochtendung 4. Pillig 5. Polch 6. Rüber 7. Trimbs 8. Welling 9. Wierschem |